# La verdad de Laura
La verdad de Laura es una telenovela méxico-española producida por Europroducciones en colaboración con RTVE y participada por Televisa. Está basada en la telenovela mexicana Cuna de lobos de 1986. Se estrenó y emitió en La 1 entre el 2 de enero de 2002 y el 5 de julio de 2002. Fue el segundo gran éxito de las escritoras, Susana Prieto y Lea Vélez tras El secreto.
Estaba protagonizada por Mónica Estarreado y Mariano Alameda y contaba con las participaciones antagónicas de Mirtha Ibarra, Sergio Otegui, Ivonne Reyes, Laura Cepeda, Vanessa Sáiz y Tita Planells.

## Argumento
Laura Alonso es una joven humilde que vive junto a su padre José, un hombre autoritario que nunca superó el abandono de su mujer, y a quien Laura ayuda en su taller de mecánica. Un día Laura se topa con Javier Luarca, un joven irresponsable e inmaduro que acaba de regresar tras estar un tiempo en el extranjero. Entre Laura y Javier surge una atracción que ninguno de los dos puede negar.
Javier es hijo de Francisco Luarca, dueño de una importante empresa farmacéutica, y casado en segundas nupcias con Teresa Jiménez, una mujer que quedó paralítica tras caer por la escalera. Teresa es una mujer perversa, capaz de acusar a su hijastro Javier de haberla empujado por la escalera cuando era pequeño. Además ella está obsesivamente enamorada de Francisco. En la mansión de los Luarca también vive Álvaro, hijo de Teresa y manipulado por su madre; su esposa Beatriz, que sufre por no quedarse embarazada; Elvira, la prima de Teresa y quien solapa todas las maldades de ésta, y su hija Estrella; además de los sirvientes Rosa, Constantino y Anita.
Javier no puede dejar de pensar en Laura y pronto empiezan una relación. Los dos están muy enamorados pero cuando Teresa se entera del romance no duda en humillar a Laura y ofrecerle dinero para que se aleje de Javier. Una serie de acontecimientos provoca la ruptura entre ellos, pero Laura descubre que está embarazada. Teresa le pide a su hijo Álvaro que se haga amigo de Laura y cuando dé a luz le arrebate a su hijo. Beatriz, que también ha quedado embarazada, se pone de parto al mismo tiempo que Laura. El hijo de Beatriz nace muerto mientras que Laura tiene a una preciosa niña, por lo que Álvaro y Martina, ginecóloga de Beatriz y Laura, deciden quitarle a su hija, hacerla pasar por hija de Beatriz y comunicarle a Laura la muerte de su bebé.
Tras el duro golpe y pasados cuatro años, Laura se ha convertido en una mujer ejecutiva, fuerte, que nunca creyó en la muerte de su bebé, pues tras el parto llegó a escuchar su llanto. Al mismo tiempo que regresa a Madrid, lo hace también Javier, que ahora está casado con Alexandra "Alex" Stackmann, una mujer prepotente y egocéntrica que solo piensa en ella misma. Laura entra a trabajar en la empresa de los Luarca con el propósito de descubrir lo que realmente paso con su bebé, pero las cosas no serán fáciles para ella porque tendrá que luchar contra la maldad de Teresa que está dispuesta a todo; contra Álvaro, que no permitirá que Laura descubra que María, la niña que él y Beatriz han criado como suya, es su hija; y contra Alex, que no está dispuesta a que Javier le deje para irse con Laura. Es así como la joven tendrá que luchar para demostrar "La verdad de Laura".

## Elenco
- Mónica Estarreado ... Laura Alonso Fernández.
- Mariano Alameda ... Javier Luarca.
- Mirtha Ibarra ... Teresa Jiménez de Luarca.
- Ivonne Reyes.... Beatriz "Bea" de Luarca.
- Sergio Otegui.... Álvaro Luarca Jiménez.
- Laura Cepeda.... Elvira Jiménez vda de Hidalgo.
- Xabier Elorriaga ... Francisco "Paco" Luarca.
- Carmen de la Maza ... Carmen Luarca.
- Manuel Zarzo ... Constantino "Tino" Álvarez.
- Marta Puig ... Rosa de Álvarez.
- Tita Planells ... Alejandra "Álex" Stackmann de Luarca.
- Isabel Prinz ... Paulina, Marquesa de Montenegro / Paloma Fernández de Alonso.
- Luis Hostalot ... José Alonso.
- María Isbert ... Doña María.
- Vanessa Saiz ... Verónica Bustamante.
- Inmaculada Molina ... Estrella Hidalgo Jiménez.
- Andoni Ferreño ... Padre Miguel.
- Carolina Cerezuela ... Eva.
- Daniel Huarte ... Ángel.
- Dany Díez ... Marcos.
- Sergio Villoldo ... Luis Álvarez.
- Eva Serrano ... Anita.
- Fabiola Toledo ... Martina Tomás.
- Luis Hacha ... Nicolás.
- Francisco Vidal ... Lizarralde.
- Andrea Guardiola ... Mónica.
- Janfri Topera ... Juan López "Da Vinci".
- Alberto Vázquez ... Alfonso.
- José Conde ... Tobias.
- Araceli Campos ... Sagrario.
- Mariana Carballal ... Lucía.
- Virginia Lara Galán ... María Luarca Alonso.

### Muertes
- Carmen Luarca: Descubre que su cuñada Teresa es capaz de andar y había estado simulando una parálisis durante veinte años con el fin de retener a su lado a Francisco, por tanto la enfrenta con delatarla frente a todos. No obstante, Teresa, tras reconocerle a Carmen su mayor secreto, le tiende astutamente una trampa mortal, mintiéndole en el lugar en que debe dirigirse para encontrar a su hermano y así confesarle la verdad. De modo que la encamina hacia la habitación de la casa en donde Carmen ignora que se halla un agresivo doberman, que la atacará brutalmente hasta acabar con su vida.

- Verónica Bustamante: Logra casarse con Javier, de quien siempre estuvo enamorada, aunque muere muy poco después víctima de un tumor cerebral. Sin embargo, anteriormente a su prematuro fallecimiento, se arrepiente de sus maldades, especialmente haber humillado a su gran rival sentimental, Laura, y haber malogrado el noviazgo de esta con Javier.

- Francisco "Paco" Luarca: Teresa detecta que su marido Francisco le es infiel con su nuera Beatriz, a partir de ahí planifica una venganza que consistirá en asesinarlos en distintas fases, eliminando primero a su esposo. En el sexagésimo cumpleaños de este, ella lo cita en su despacho sorprendiéndolo al presentarse de pie. Comienza un cruce de acusaciones en el cual ella le recrimina su traición con la esposa de su hijo biológico Álvaro, y se jacta declarándole todas las maldades que ella hizo para que él nunca se divorciarse de ella, como haber culpado falsamente a su hijastro Javier de su fingida minusvalía. Por otro lado, Francisco, horrorizado por las perversas canalladas que Teresa le acababa de desvelar, la desafía con abandonarla definitivamente para rehacer su vida con Beatriz. Finalmente, ella lo apuñala dos veces y muere desangrando.

- Beatriz "Bea" de Luarca: Teresa averigua que la mujer de su hijo Álvaro fue la amante de Francisco. Desaparecido este, es entonces cuando ejecuta la última parte de su elaborada venganza, matar lentamente a su nuera. Teresa envenena gradualmente sus cosméticos con los que se maquilla diariamente, mientras simultáneamente manipula con cautela la investigación policial —abierta para esclarecer la muerte de Francisco— colocando estratégicamente pruebas falsas que eventualmente incriminen a Beatriz como la asesina de su suegro. Beatriz, agonizando en un estado terminal, se percata accidentalmente que Teresa puede caminar y casi inmediatamente deduce sus malintencionadas acciones, por lo que confronta a su suegra preguntándole directamente si la ha estado intoxicando desde que conoció su adulterio con Francisco. Teresa se lo confirma generándose una discusión entre ambas, en donde Beatriz la amenaza con desenmascararla de cara a la policía, así pues Teresa, para evitar que la inculpe, la asfixia presionando con fuerza contra su rostro una almohada.

- Elvira Jiménez: Teresa admite sus crímenes ante las insistentes presiones del investigador Nicolás, de manera que procede a detenerla a ella y a su cuidadora Elvira. A Elvira, en principio, por haber sido presuntamente su cómplice. Pero previamente a ser arrestadas, Elvira intenta que las dos escapen de la justicia encerrándose en la habitación con su prima Teresa para suicidarse conjuntamente liberando el gas de una estufa. A pesar de ello, Teresa le revela que habrá otra muerte, la de su nueva nuera Laura —mediante una manzana envenenada—. En el momento en que Elvira trata de salir para comunicarlo, Teresa no se lo permite encendiendo un mechero que provoca un violento estallido. Elvira pierde la vida después de despedirse de su hija Estrella, que había acudido en su auxilio.

- Teresa Jiménez de Luarca: Sobrevive milagrosamente a la explosión de gas que había sido ejecutada por su prima y dama de compañía Elvira. Es ingresada en el hospital consiguiéndose estabilizarla, pero bajo pésimas condiciones de salud, con todo su cuerpo abrasado por el fuego y padeciendo una invalidez que Elvira le había causado recientemente. En cuanto se recuperase razonablemente, Teresa sería finalmente encarcelada. Su hijo Álvaro, como acto de repudio contra su madre por todas sus fechorías y, al mismo tiempo, para ahorrarle su merecido triste destino, la inyecta una jeringuilla de aire en una vena que acaba matándola.

- Álvaro Luarca Jiménez: Había sido diagnosticado de una enfermedad incurable con anterioridad de ser condenado, durante un tiempo, por su implicación en el intercambio de la bebé de Laura a cambio del recién nacido muerto de su mujer Beatriz en los respectivos partos de dichas mujeres, además de por su fallido homicidio imprudente contra su amante Martina Tomás. Luego de salir de prisión, compungido por los errores que había sido obligado a cometer en el pasado y aquejado por el avance de su degenerativa dolencia, decide suicidarse bebiendo el mismo veneno que su madre había usado para matar a su mujer, antes de morir recuerda todos los momentos felices que había vivido con Beatriz, el amor de su vida.

## Equipo técnico
- Argumento: Susana Prieto y Lea Vélez.
- Guion: Marga Mareo, Julia Altares, Amparo Redondo, Susana Prieto y Lea Vélez.
- Sintonía de cabecera: Danilo Vaona.
- Intérprete: Soledad Pilas.
- Música: Danilo Vaona (tema principal) - Jorge Alberto Sánchez.
- Director de fotografía: Felipe Baeza.
- Decorador: Antonio Belizón.
- Sonorización: Israel Jurado.
- Editor: Juan Carlos Rodríguez y José David Soro.
- Delegado de TVE: Carlos Garzón.
- Coordinador general: José Picaporte.
- Directora de producción: Virginia Martín Leiva.
- Dirección y realización: Valerio Boserman.
- Productor ejecutivo de la serie: Carlos Orengo.

## Audiencia
La telenovela protagonizada por Mónica Estarreado y Mariano Alameda, compitió en su estreno con Yo soy Betty, la fea en Antena 3, y fue conquistando audiencia hasta situarse en una media de 2.783.000 espectadores (25,2% de cuota de pantalla) tras la emisión de 129 capítulos. En su franja horaria compitió con el resumen diario de la selección de participantes para Popstars: todo por un sueño (Telecinco) y durante una semana lo hizo con El inútil, la telenovela colombiana que Antena 3 retiró de su programación debido a la baja audiencia.
La serie ha sido repuesta íntegra en Rioja Televisión y La 8. Desde el 24 de septiembre de 2021, se pueden ver todos los episodios de la telenovela en alta definición en RTVE Play.

## Telenovelas relacionadas
La verdad de Laura es una adaptación de la telenovela mexicana Cuna de lobos escrita originariamente por Carlos Olmos (una gran telenovela histórica con influencia gótica y misteriosa). Como curiosidad, en la versión española La verdad de Laura, Mirtha Ibarra interpretó a Teresa y en la versión original (Cuna de lobos), María Rubio a Catalina Creel. Ambas actrices interpretraban a villanas madres de un hijo a quien beneficiaba y un hijastro al que perjudicaban, con la peculiaridad de que en Cuna de lobos, Catalina Creel fingía estar tuerta, tapando su ojo con un gótico parche a juego con su ropa y en La verdad de Laura, Teresa fingía estar paralítica, postrada en una silla de ruedas, pero en ambos casos sus personajes engañaban en silencio, culpando al protagonista de su respectiva desgracia y eran capaces de asesinar a sangre fría.